# Rauscharmer Signalumsetzer

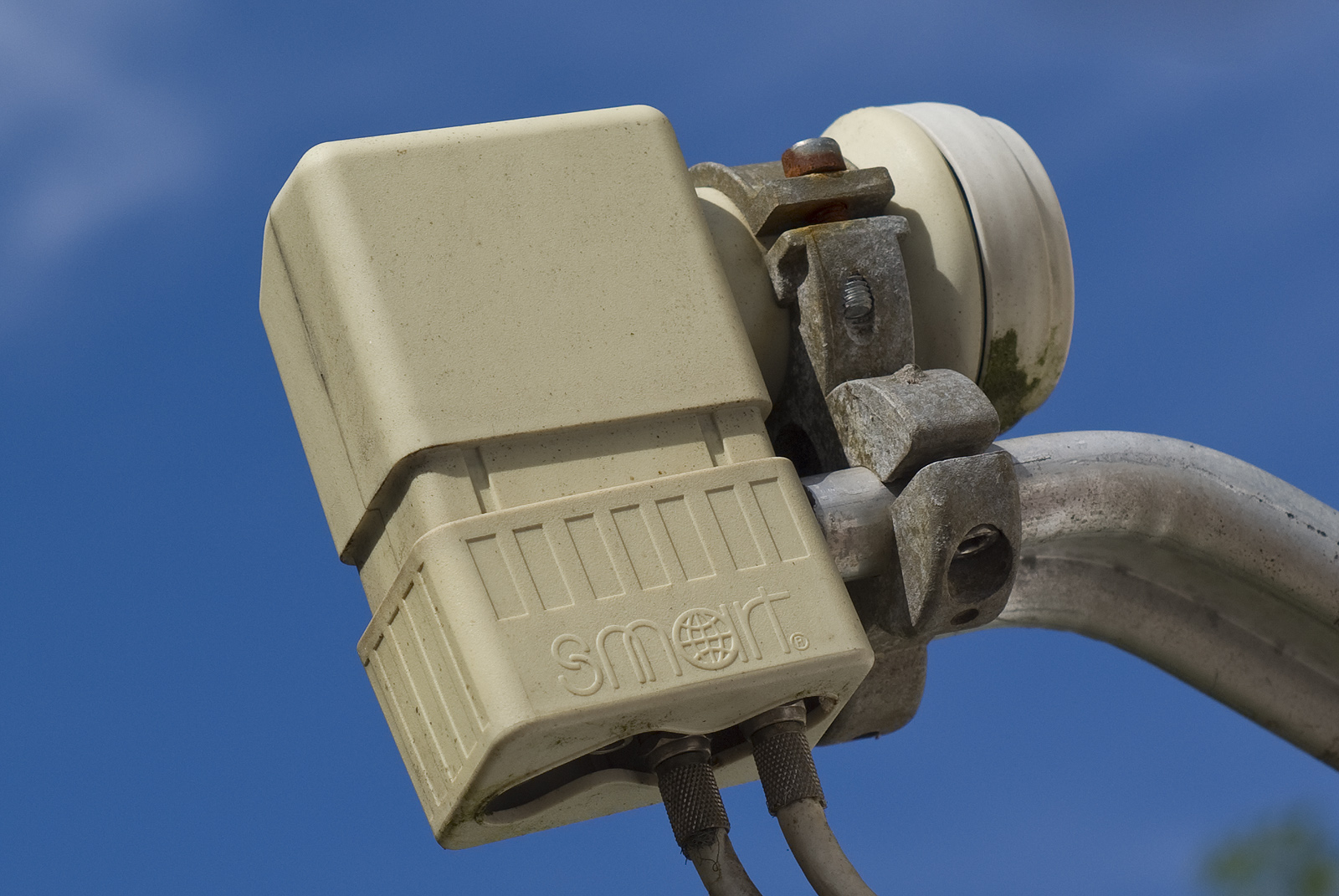
Montierter LNB

Ein rauscharmer Signalumsetzer (vom englischen low-noise block converter [ləʊ nɔɪz blɒk kənˈvɜːtə], kurz LNB; auch Low Noise Converter, kurz LNC oder low-noise downconverter, kurz LND) ist die erste, im Brennpunkt einer Parabolantenne oder in der Signalauskopplung einer Panelantenne befindliche elektronische Baugruppe einer Satellitenempfangsanlage.
Die Baugruppe setzt die empfangene Satellitenfrequenz von 10,7–11,75 oder 11,8–12,75 GHz auf den Bereich 950–2150 MHz um und ermöglicht dadurch den Empfang mit einem Satellitenreceiver. Die Signalübertragung erfolgt gewöhnlich durch Koaxialkabel und kann auch mit Lichtwellenleitern ab LNB erfolgen.
Der LNB ist somit das Gegenstück zum Aufwärtswandler. Ein „digitaltauglicher“ Universal-LNB muss keine digitalen Signale verarbeiten, sondern nur den vollen Frequenzbereich von 10,7 bis 12,75 GHz umsetzen können. Anfangs wurden DVB-Signale nur im oberen Bereich ab 11,7 GHz gesendet, angesichts der Analog-TV-Abschaltung sind inzwischen aber fast alle Transponder ab 10,7 GHz aufwärts mit Digital-TV-Signalen belegt.
Ein LNB besteht aus der Kombination eines rauscharmen Verstärkers (LNA) mit einem Block-Umsetzer (siehe unten). Ist noch ein Feedhorn (vom englischen feed horn für „Einspeisungshorn“) angebaut, wird es auch als LNBF (Low Noise Block Feed) oder LNF (Low Noise Feed) bezeichnet.

## Aufbau und Funktion

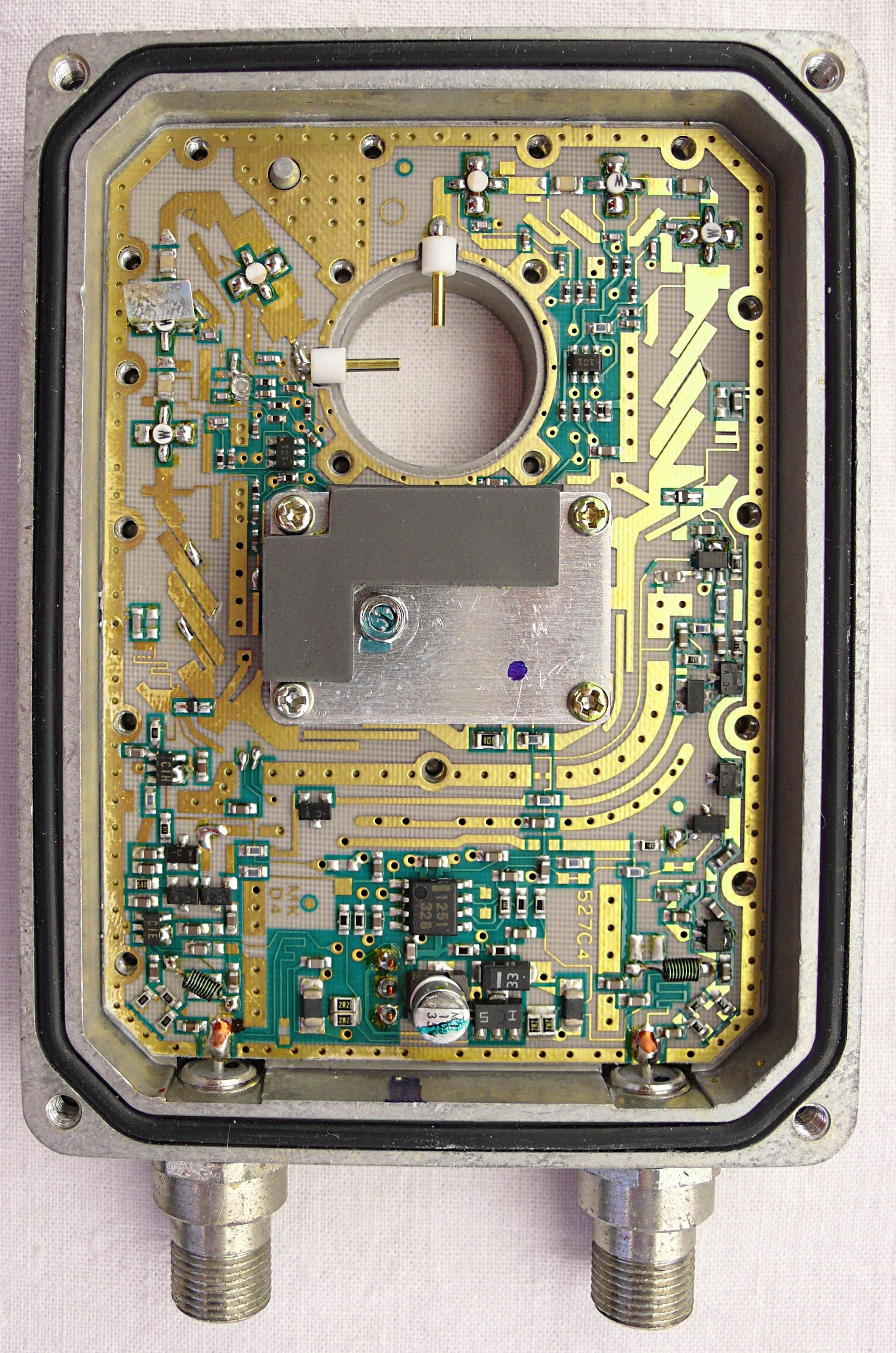
LNB zerlegt (alle Teile)

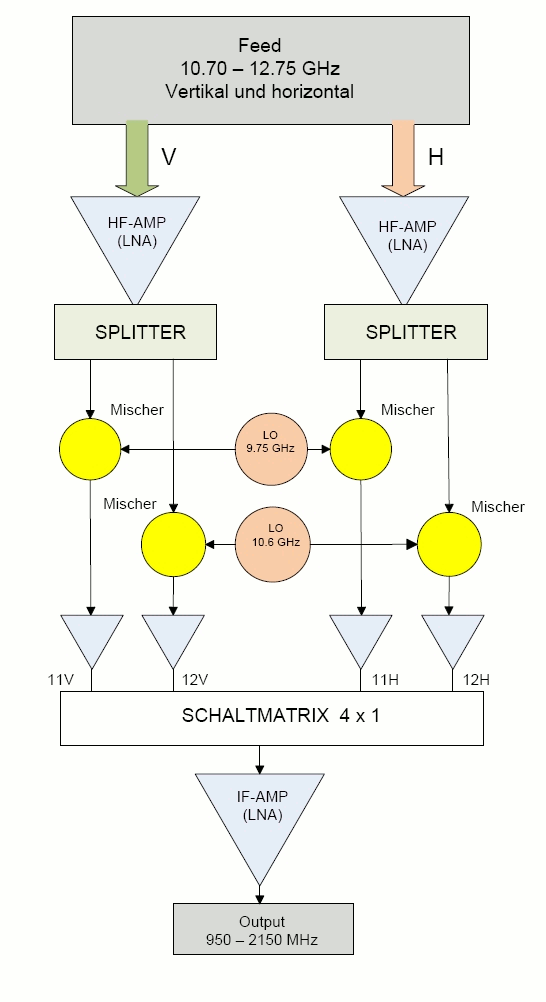
Blockdiagramm eines Universal-LNB

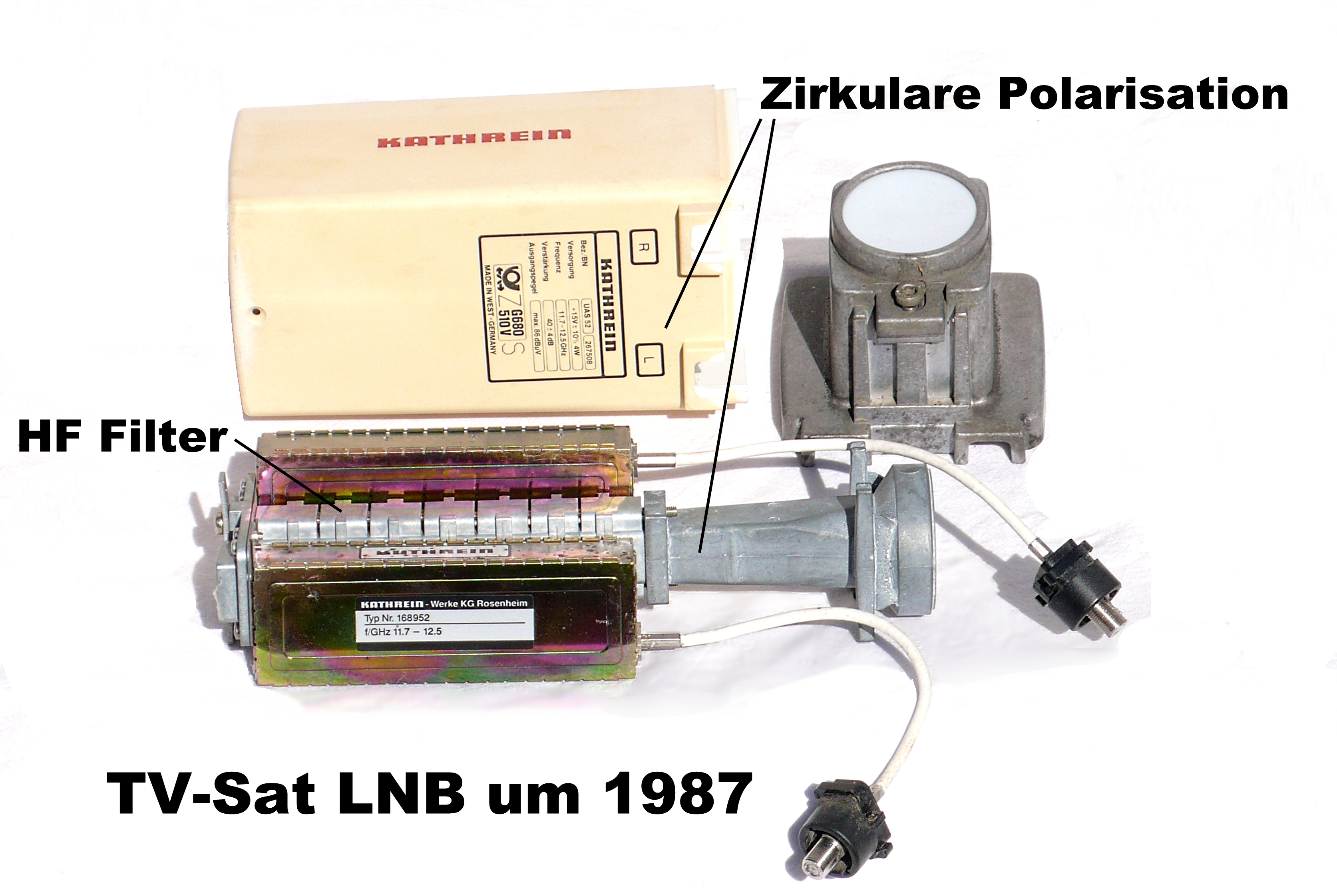
Historisches TV-SAT-LNB mit HF-Filter, Polarisation links- und rechtsdrehend

Nachdem die hochfrequenten Mikrowellen eines geostationären Telekommunikationssatelliten durch einen Parabolspiegel oder eine Panelantenne gebündelt wurden, erfüllt der LNB beim Satellitenempfang folgende weitere Aufgaben:
1. Das bei Parabolantennen verwendete Feedhorn (auch: Hörnchen) besteht aus einem metallischen Zylinder oder Konus mit genau zum Empfangs-Frequenzbereich passenden Abmessungen. Es dient der Impedanzanpassung und erfüllt als Hohlleiterstruktur auch eine Filterfunktion gegen Fremdeinstrahlung. Das zum Parabolspiegel zeigende Ende ist offen und lässt die elektromagnetischen Wellen eintreten, eine Schutzkappe aus Kunststoff verhindert, dass Staub oder Wasser eindringen. Am anderen Ende befinden sich die Erreger der Antennenkonstruktion, d. h. der Übergang vom Hohlleiter auf Streifenleiter.
2. Die LNBs müssen die Polarisationsmodi der einfallenden Wellen trennen (horizontale, vertikale oder zirkulare Polarisation). Während das in der Anfangszeit des Satellitenempfangs durch mechanische Drehvorrichtungen oder Polarizer erreicht wurde, gibt es dafür seit den 1990er Jahren meist getrennte Signalpfade mit passend angeordneten Dipolantennen. Diese beiden Empfangsantennen, die von links und von oben in den Hohlleiter der Rillenhornantenne ragen, sind im nebenstehenden Bild deutlich zu sehen. Sie leiten die Empfangsenergie auf kurzem Weg zu den nachgeschalteten Verstärkertransistoren.
3. Er verstärkt die aufgefangenen Signale und setzt die Frequenz nach dem Prinzip des Überlagerungsempfängers auf die Zwischenfrequenz (ZF) herab. Das ist notwendig, um das empfangene Signal mit normalem Koaxialkabel verlustarm an einen Satellitenreceiver weiterleiten zu können. Die Umsetzung wird erreicht, indem das Empfangssignal mit einer lokalen Oszillatorfrequenz (LOF) multiplikativ gemischt wird (typisch: 9,75 GHz bei Lowband- und 10,6 GHz bei Highband-Empfang). Durch ferngesteuerte Umschaltung dieser Frequenz können beim sogenannten Universal-LNB verschiedene Satelliten-Frequenzbänder auf den gleichen ZF-Bereich abgebildet und so zwischen dem Lowband (früher überwiegend analoge Programme) und dem Highband (früher überwiegend digitale Programme) gewechselt werden.

Die Stromversorgung des LNB erfolgt mittels Fernspeisung über das Antennenkabel. Der seit Ende der 1980er Jahre etablierte Marconi-Standard ermöglicht eine Auswahl der Polarisationsebene über die Höhe der Versorgungsspannung (14 Volt vertikal, 18 Volt horizontal). Die Schaltschwelle liegt bei 15 V und erlaubt Spannungsabfälle an bis zu drei Dioden in vorgeschalteten DiSEqC-Schaltern sowie im Zuleitungskabel selbst. Beim Universal-LNB (10,7–12,75 GHz) kann mit einer überlagerten permanenten Schaltfrequenz (22 kHz ±20 %) alternativ das später hinzugekommene Highband ab 11,7 GHz ausgewählt werden. Um mehr als zwei Schaltkriterien bedienen zu können, wurde bereits Anfang der 1990er Jahre gemeinsam vom Satellitenbetreiber Eutelsat und der Firma Philips der digitale Steuerbus DiSEqC – später mit Rückkanal – entwickelt. Dieser ermöglicht mit einer modulierten 22 kHz-Frequenz die Steuerung von bis zu 256 verschiedenen Komponenten einer Satellitenempfangsanlage. DiSEqC-Komponenten können mit einer reduzierten Betriebsspannung von 12 Volt arbeiten, um die Verlustleistung zu reduzieren.
Quattro-LNBs und Breitband-LNBs beinhalten keine Signalisierung über die Fernspeisespannung. Diese können üblicherweise zur Energieeinsparung mit einer Fernspeisespannung von 9 V betrieben werden. So wird es auch in den „Technical Recommendations“ von SES vorgegeben.
Die gesamte Funktionseinheit wird normalerweise in ein gemeinsames Wetterschutzgehäuse – bei Panelantennen in diese – integriert. Neben dem Schutz vor Feuchtigkeit, Staub und Temperatureinflüssen muss es gewährleisten, dass im Bereich des Welleneintrittsfensters auch außen möglichst keine Verunreinigungen oder Wasser (gegebenenfalls auch als Schnee oder Eis) anhaften können. Der Hals hat (im üblicherweise empfangenen Ku-Band) einen Durchmesser von 40 mm, mit dem der LNB an einer Schelle (Feedhalter) der Parabolantenne befestigt wird. Für Multifeedanlagen gibt es LNBs mit 23 mm Halsdurchmesser.

## Frequenzband
Je nach Anwendung werden verschiedene Frequenzbänder benutzt. Für jedes Frequenzband gibt es eigene LNB, wobei es im Handel aber auch LNBs gibt, die für mehr als ein Frequenzband einsetzbar sind.
Das am meisten verbreitete Frequenzband ist das Ku-Band. Es arbeitet im Downlink von 10,7 bis 12,75 GHz. Darüber wird fast das gesamte Satellitenfernsehen geführt. Bekannte Frequenzbänder sind auch noch das Ka-Band (17,7 bis 21,2 GHz) und das C-Band (3,4 bis 4,2 GHz). Darüber hinaus gibt es noch das P-, L-, S-, C- und X-Band, welche aber im Endbenutzerbereich nicht genutzt werden.

## Problemfelder des Satellitenempfangs
Betrachtet man die Sendekeule eines Satelliten, also seine Ausleuchtungszone auf der Erdoberfläche (englisch footprint genannt), wird verständlich, dass die Signalleistungsdichte am Boden nur gering sein kann. Damit sich das Nutzsignal aus dem thermischen Grundrauschen der kosmischen Hintergrundstrahlung auf das gesamte Basisband bezogen überhaupt heraushebt, werden hoch bündelnde Antennen (Parabolspiegel, Panelantenne) verwendet. Diese leiten bei korrekter Ausrichtung auf den geostationären Satelliten ausreichend viel Nutzsignal und nur wenig Störungen in den „Feed“ des LNB. Bei zu geringem Rauschabstand (SNR, englisch Signal-to-noise ratio genannt), zu dem es durch eine zu kleine oder falsch ausgerichtete Antenne, durch Dämpfung des Signals (Schneefall, Regen) oder durch Einspeisung weiterer Rauschquellen (Reflexionen) kommen kann, ist kein Empfang mehr möglich.
Da die Rauschleistung des thermischen Rauschens von der Basisbandbreite abhängt, wird dies umso problematischer, je größer der genutzte Frequenzbereich ist.
Bei einem Universal-LNB wird zwischen zwei verschiedenen Frequenzbereichen umgeschaltet, um den gesamten Empfangsbereich von 10,7–12,75 GHz abzudecken, da die Frequenzbandbreite zwischen oberer und unterer Grenzfrequenz (2,05 GHz) nicht in den Empfangsbereich des Satellitenreceivers von 950–2150 MHz passt.
Da jeder Verstärker rauscht und dieses Eigenrauschen dem Signal hinzufügt, kann der Rauschabstand in einer Signalkette nie besser, sondern immer nur schlechter werden. Ein LNB benötigt deshalb einen im gesamten Basisband besonders rauscharmen Verstärker, um auch bei schlechten Empfangsverhältnissen noch einen Empfang zu ermöglichen. Typisch für Universal-LNBs ist seit 2004 ein Eigenrauschen (verwandte Begriffe: Rauschmaß, Rauschzahl, engl. noise figure, noise floor) von etwa 0,6 dB (0,6–0,7 dB bei 21 °C gelten als sehr gut). Niedrigere Rauschmaße von 0,2 und 0,3 dB sind im Privatbereich nicht möglich, da in der ersten Stufe des LNAs laut den Datenblättern der Hersteller bereits der Verstärkungs-Transistor unter optimalen Bedingungen ein Eigenrauschen von ca. 0,3 dB aufweist. Dies bedeutet, dass das Gesamtrauschmaß nur größer sein kann, wenn mehrere Verstärkerstufen (mit rauscharmen sogenannten HEMTs) hintereinandergeschaltet werden. Dabei spielt auch die Verstärkung der einzelnen Stufen eine entscheidende Rolle.
Die Link-Budgets der DTH-Satellitensysteme sind für LNBs mit einem Rauschmaß von 1,3 dB ausgelegt. Insbesondere bei kleinen Antennenreflektoren hat das Hintergrundrauschen einen wesentlich größeren Einfluss auf die Signalqualität, als das Rauschen des LNBs. Neben der allgemeinen Luftverschmutzung können auch Schnee und Eis sowie Vogelkot (Empfangsseite Feedhorn) das Signal dämpfen.

## Bezeichnungsursprung
Ein niedriges Eigenrauschen ist zwar ein wichtiges Qualitätsmerkmal dieses Bauteils, „Low Noise“ als Namensbestandteil ist aber doch recht eigentümlich und nur durch die historische Entwicklung zu erklären.
In den Anfangszeiten des Satellitenempfangs (und für Spezialanwendungen auch noch heute) wurde das Hochfrequenzsignal vom Satelliten nur verstärkt und ohne Umsetzung auf eine Zwischenfrequenz zum Empfänger geleitet. Dabei war ein geringes Rauschen besonders wichtig und die entsprechenden damals sehr aufwändigen Hochfrequenzverstärker wurden Low Noise Amplifier (LNA) genannt. Bei dieser Konstruktion sind nur kurze, dämpfungsarme Kabelverbindungen zwischen Antenne und Empfänger möglich.
Um Satellitenempfang auch für Privatanwender zu ermöglichen, wurde in den 1980er Jahren der LNC (low noise converter) eingeführt. Hier erfolgt neben der Verstärkung auch eine Umsetzung auf eine niedrigere Zwischenfrequenz (ZF), was die Verbindung zum Empfänger vereinfacht. Empfangsfrequenzbereich eines LNC war normalerweise 10,95–11,7 GHz; für die TV-SAT- und TDF-Satelliten gab es LNCs mit dem Empfangsfrequenzbereich von 11,7–12,5 GHz.
- Zum Empfang mehrerer Polarisationsebenen war entweder ein in einem LNC vorgeschalteter Polarisator oder eine im Hohlleiter angeordnete Polarisationsweiche mit eigenem LNC für jede Polarisation notwendig.
- Für den Empfang zwei verschiedener Satelliten-Frequenzbänder, wie vom Deutschen Fernmeldesatelliten DFS-Kopernikus erstmals im Rundfunk-Direktempfang verwendet, waren LNCs notwendig, die zwei Frequenzbänder empfangen können. DFS-Kopernikus sendete im Frequenzbereich von 10,95–11,7 und 12,5–12,75 GHz.

Seit Anfang der 1990er Jahre werden im Privatbereich LNBs verwendet, die beide Polarisationsebenen empfangen können. Der Zusatz Block bezieht sich darauf, dass von einem LNB mehrere Frequenzblöcke verschiedener Polarisation und Frequenz auf einmal verarbeitet werden;
- entweder werden sie über getrennte ZF-Signalausgänge parallel ausgegeben
- oder die Empfänger wählen mittels Steuersignalen an einem LNB einen zum Empfang gewünschten Frequenzblock aus.

LNCs sind deshalb heute nur noch an Altanlagen und in professionellen Antennenanlagen zu finden und werden im Direktempfang nicht mehr neu installiert. Bei vollständiger Integration der Komponenten spricht man manchmal auch vom LNBF oder auch vom LNF. „Feed“ meint sinngemäß die Signalzuführung. Die verschiedenen Abkürzungen werden aber in der Praxis auch von Experten häufig synonym gebraucht.

## Bauformen

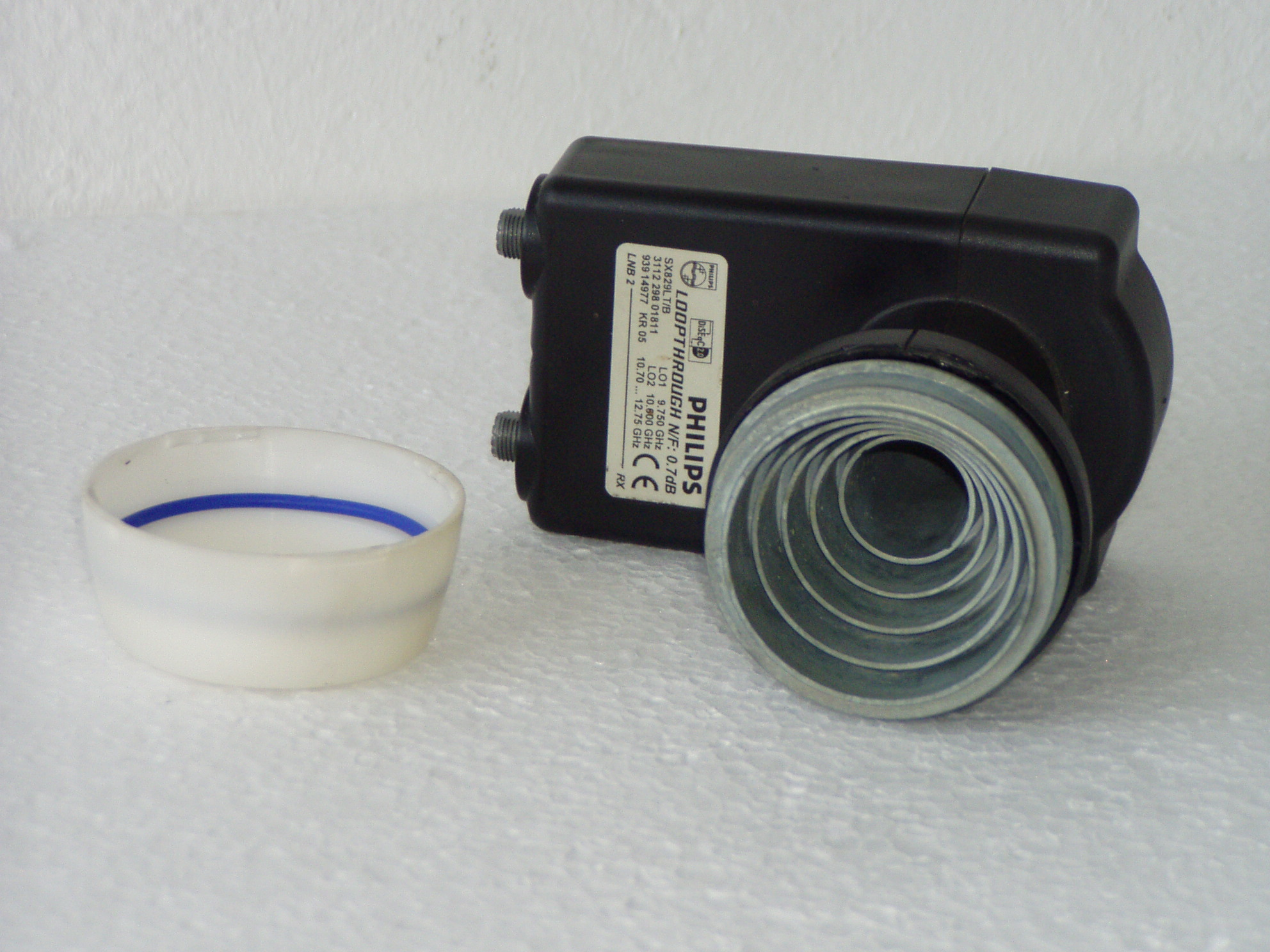
LNBF mit integriertem DiSEqC-switch und geöffnetem Rillenhornstrahler

Erst mit dem Aufkommen der DTH-Antennen (Antennen für Direct-to-Home-Empfang, bei dem Astra einer der Vorreiter war) werden die Feedhörner direkt an die Ku-Band-LNBs angebaut. Zuvor hatten die LNBs einen normierten Flansch, der auf den Gegenflansch des Feedhorns passte. Das war insofern auch notwendig, da die LNBs in den Anfangsjahren weder eine Ebenenumschaltung noch eine Low/High-Band-Umschaltung kannten. Die Ebenentrennung wurde mit sogenannten Orthomodes – dafür war dann pro Ebene ein separater LNC notwendig – oder Polarisatoren gemacht. LNBs werden häufig gemeinsam in Empfangsanlagen mit den sogenannten Multischaltern eingesetzt.

### Unterscheidung nach Empfangsbereich
Bis Ende der 1990er Jahre waren nur für das heute so bezeichnete Low-Band (10,7–11,7 GHz) ausgelegte LNBs üblich. Seit dem Aufkommen der digitalen Technik verwenden die Satellitenbetreiber zusätzlich das sogenannte High-Band (11,7–12,75 GHz). LNBs, die beide Frequenzbereiche direkt in das vom Receiver genutzte Frequenzband umsetzen können, werden seitdem als Universal-LNB bezeichnet. Für Anlagen, mit denen (meist digitale) Programme im High-Band empfangen werden sollen, ist ein solches Universal-LNB notwendig. Die Bezeichnung digitaltauglich für den LNB selbst ist irreführend, weil jeder LNB analoge wie digitale Signale sowohl aus dem Low-Band als auch dem High-Band in die entsprechenden Frequenzen umsetzen kann. Sie rührt daher, dass auf dem älteren Low-Band hauptsächlich Analogsignale zu finden waren, während das später hinzugekommene High-Band vorzugsweise mit digitalen Programmen belegt wurde. Im Zuge der Verdrängung analoger Kanäle zugunsten digitaler Sendetechniken wurde zwischenzeitlich jedoch auch das Low-Band auf digitale Sendungen umgestellt. Der Begriff digitaltauglich für einen LNB besagt also nur, dass dieser auch die Frequenzen/Kanäle des High-Bandes umsetzen kann, und hat mit einer eventuell analogen oder digitalen Elektronik im LNB nichts zu tun. LNBs, die nur das Low-Band empfangen können, wurden mittlerweile durch die kompatiblen Universal-LNBs vom Markt verdrängt und werden nicht mehr bei Neuinstallationen oder Reparaturen verbaut. Im Zuge der Abschaltung der analogen Sat-Versorgung in Deutschland sind die meisten dieser LNBs durch die Universal-LNBs beim Kunden ersetzt worden.
Einige Hersteller bewerben LNBs als HD- oder 3D-tauglich. Ein LNB arbeitet jedoch unabhängig von Video- und Übertragungsstandard. Da sich für DVB-S2 (bzw. 3D- und HDTV) das Frequenzband nicht geändert hat, funktioniert dafür jeder digitaltaugliche LNB. Für die allermeisten HDTV-Sender (Ausnahmen sind v. a. Tele 5, WDR und Sky) muss dieser sogar nicht einmal digitaltauglich sein.
SES Astra hat im Jahr 2014 ein Universal-Wideband-LNB spezifiziert. Seit etwa 2015 sind diese auch am Markt zu finden. Diese LNB haben je einen Abgang für das horizontale und vertikale Signal. Dabei wird das gesamte Frequenzband (10,7–12,75 GHz) mit einer Oszillatorfrequenz von 10,41 GHz auf den Ausgangsfrequenzbereich von 290–2340 MHz umgesetzt. Derzeit werden (Universal-) Wideband-LNB hauptsächlich eingesetzt, um Einkabel-Multischalter mit mehreren Satelliten zu versorgen. Satellitenreceiver können hingegen in aller Regel nicht oder kaum mehr als die Zwischenfrequenzen 950–2.150 MHz empfangen.
Einige Wideband-LNB verwenden eine vom Standard abweichende LOF von 10,40 GHz (Ausgangsfrequenz 300–2350 MHz) und sind damit zwar Wideband-LNB, aber eben keine Universal-Wideband-LNB. Wird für die Speisung eines Einkabelumsetzers ein oder mehrere Wideband-LNB verwendet, dann muss darauf geachtet werden, dass das zum Einkabelumsetzer passende Wideband-LNB verwendet wird, da die Satellitentransponder sonst einen Offset von 10 MHz haben. Bei vielen Einkabelumsetzern kann nur über einen Schiebeschalter zwischen der Speisung mit Quatro- bzw. einem bestimmten Wideband-LNB umkonfiguriert werden, bei anderen Einkabelumsetzern ist eine flexible Konfiguration auf unterschiedliche Oszillatorfrequenzen möglich.

### Unterscheidung nach Anzahl und Art der Ausgänge
- Single- oder Einzel-LNB mit einem Ausgang zum direkten Anschluss eines Receivers.
- Twin- oder Doppel-LNB mit zwei unabhängigen Ausgängen zum Anschluss von zwei Receivern. Die entsprechende Umschaltvorrichtung (Multischalter) ist dabei üblicherweise integriert. Es gibt aber auch (ältere) Varianten sog. Dual-LNB für den reinen Lowband-Empfang mit zwei verschiedenen Anschlüssen die fest jeweils horizontale und vertikale Polarisation liefern (zum Anschluss an einen externen Multischalter).
- Wideband-LNB haben je einen Abgang für das horizontale und vertikale Signal. Derzeit werden diese LNB hauptsächlich eingesetzt, um Einkabel-Multischalter mit mehreren Satelliten zu versorgen. Es ist allerdings möglich, über einen Frequenzumwandler, der aus den beiden breitbandigen ZF-Signalen vier Quattro-Signale macht, herkömmliche Multischalter zu versorgen.
- Quad- oder Quattro-Switch-LNB mit 4 unabhängigen Anschlüssen zum Anschluss von 4 Receivern; der Multischalter ist dabei integriert.
- Quattro-LNB mit 4 verschiedenen Anschlüssen (auch mit Hinweis: Eignung für Speisesystem). Bei dieser Variante ohne eingebauten Multischalter werden horizontal und vertikal polarisierte Signale jeweils getrennt für Lowband und Highband herausgeführt. Über einen nachgeschalteten Multischalter kann dann eine Verteilung an nahezu beliebig viele Satellitenreceiver erfolgen (bis zu einigen hundert).
  - Bei den beiden Typen mit 4 Anschlüssen besteht eine hohe Verwechslungsgefahr. Inzwischen hat sich zumindest die einheitliche Bezeichnungsweise etabliert, nach der LNB zum Direktanschluss von bis zu vier Empfangsgeräten als Quad oder manchmal auch Quattro mit Switch bezeichnet werden, während ein Quattro-LNB nur mit nachgeschaltetem Multischalter verwendet werden kann. Beim Quattro sind daher die 4 Anschlüsse entsprechend gekennzeichnet (Polarisationsebene: horizontal/vertikal, Frequenzband high/low).
- Octo-LNB mit integriertem Multischalter für den direkten Anschluss von bis zu acht Sat-Receivern.
- Monoblock-LNB: fasst in einem Gehäuse mehrere LNBs für zwei bis vier unterschiedliche Satellitenpositionen zusammen (für zwei Satpositionen teilweise auch DUO-LNB genannt). Es können benachbarte Satellitenpositionen gleichzeitig mit einem LNB empfangen werden; diese sind dabei durch das LNB-Gehäuse sowie die Größe der Parabolantenne vorgegeben. Zusätzlich ist ein DiSEqC-Relais eingebaut. Dadurch kann zwischen den beiden Satellitenpositionen mittels des DiSEqC-Signals umgeschaltet werden. In älteren Duo-LNBs wird die Umschaltung der Satelliten auch über Toneburst gesteuert. Häufig sind diese LNB so ausgelegt, dass in Europa gleichzeitig die Satelliten Astra 19,2° Ost sowie Hotbird 13° Ost oder Astra 23,5° Ost empfangen werden können.
- Unicable-LNB mit einem einzigen Anschluss, über diesen können mehrere Receiver über ein gemeinsames Koaxialkabel angeschlossen werden. Ein Unicable-LNB gibt dabei nicht wie sonst üblich ein komplettes Frequenzband, sondern lediglich für jeden anschließbaren Receiver ein UB (=User Band) (UB Slot ID und UB-Frequenz) aus. Die Programmwahl erfolgt im LNB für jeden Receiver getrennt über DiSEqC-gesteuerte Befehle. Die Ausgangsfrequenz am LNB ändert sich dabei nicht. Ein Unicable-LNB kann üblicherweise maximal vier Satelliten-Receiver (Tuner) mit Signal über ein gemeinsames Koaxialkabel versorgen. Diese sind nach Standard CENELEC EN 50494 genormt. Es gibt neben den reinen Unicable-LNBs auch welche mit 1 bis 3 sogenannten Legacy-Ausgängen, an denen nicht Unicable-fähige Receiver (Tuner) angeschlossen werden können.
  - Seit 2015 gibt es Unicable II LNB. Diese ermöglichen den Anschluss von bis zu 32 Receivern (Tuner) über ein gemeinsames Koaxialkabel. Diese sind nach Standard EN 50494/EN 50607 genormt. Im Jahr 2017 gab es aber kein käufliches Unicable II LNB, welches zusätzliche Legacyausgänge hat.
  - Seit 2018 gibt es auch Unicable II LNB mit einer Anschlussmöglichkeit von bis zu 24 Receivern (Tuner) über ein gemeinsames Koaxialkabel und der weiteren Möglichkeit bis zu 3 Legacyausgängen.
- iLNB (interaktiver LNB): Wird seit spätestens 2007 bei Satellitenanlagen verwendet, um hauptsächlich einen Internetzugang über Satellit zu realisieren. Neben dem eigentlichen Empfang von Signalen kann der LNB auch einen Rückkanal zum Senden aufbauen. Je nach Bauart kann er im Ku- oder Ka-Band zum Satelliten senden und von ihm empfangen.
- IP LNB mit IP-Abgang mit Standard-Ethernet-Anschluss (Cat 5 oder höher), verbunden mit einem Rechnernetz. Damit können mittels IP Satellitensignale (TV-Programme, Radioprogramme) direkt am PC, bestimmten Smart-TV, Tabletcomputer etc. empfangen werden, ohne einen normalerweise benötigten Tuner. Meistens kann man damit bis zu 8 Endgeräte betreiben.
- Fibre LNB mit Glasfaseranschluss und Spannungsversorgung. Die Polarisationsebenen werden frequenzmäßig gestapelt (vertikal auf 950 .. 3000 MHz und horzitontal auf 3400 .. 5450 MHz) und auf Laser-Lichtsignal moduliert (1330 nm, typ. + 8 dBm). Der Vorteil sind die sehr geringen Verluste im nachfolgenden passiven Glasfaserverteilnetz (0,3 dB/km), so dass bis zu 32 Verteilpunkte direkt angefahren werden können.[1] Auf der Empfängerseite sind zum Anschluss von Empfangsgeräten Rückwandler des Lichtsignals in koaxiale Signale notwendig.  Die FibreLNB werden seit einiger Zeit nicht mehr gebaut und wurden als voll kompatibler Ersatz durch ein Universal-Wideband-LNB mit nachfolgendem Signalwandler mit Glasfasersender (OTx) ersetzt.

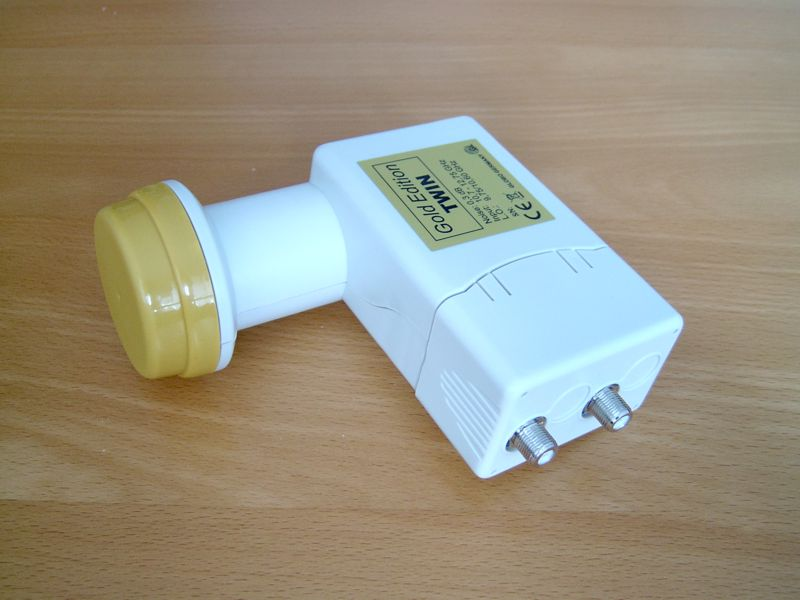
Universal Twin LNBF
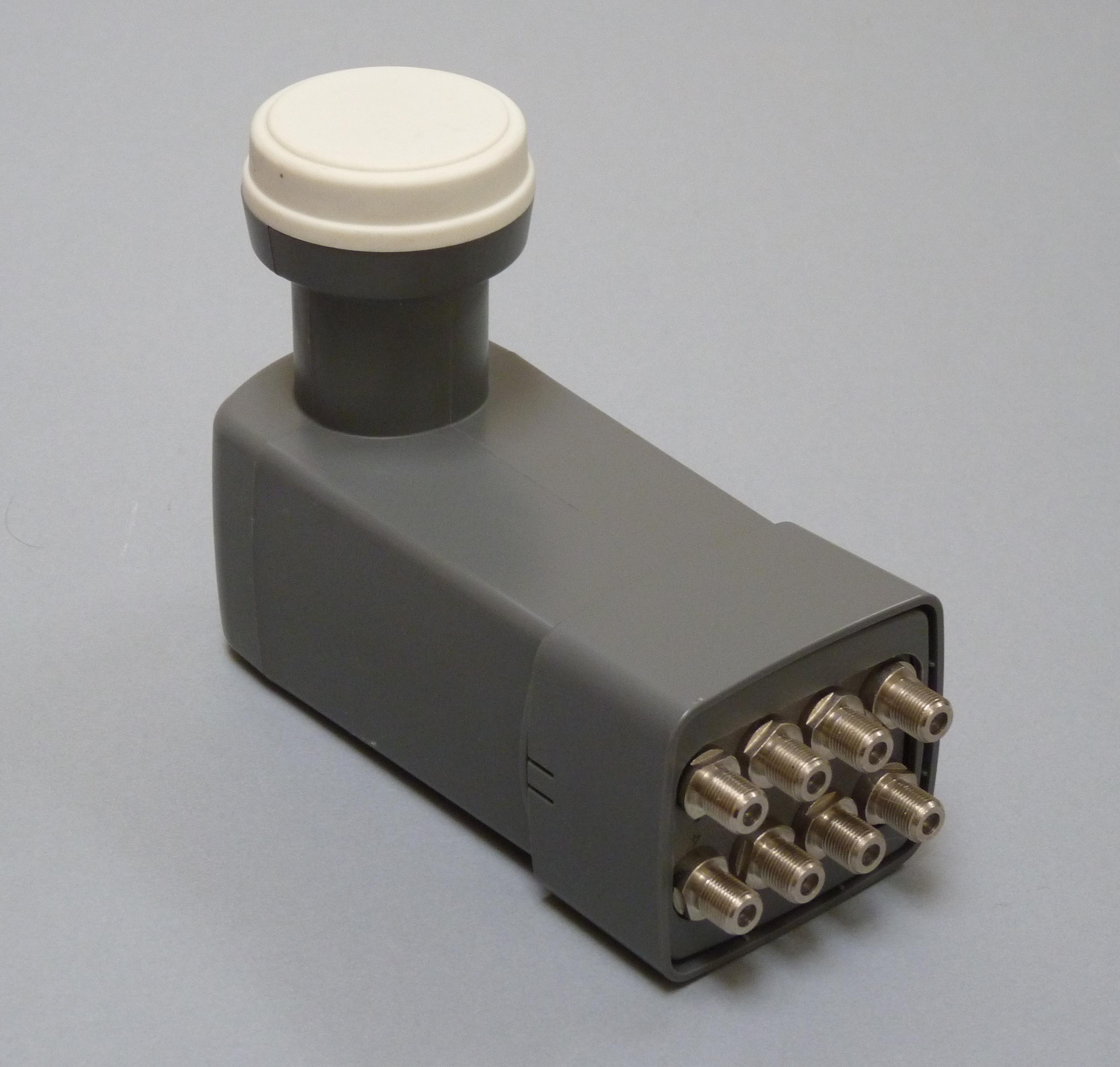
Octo-LNB
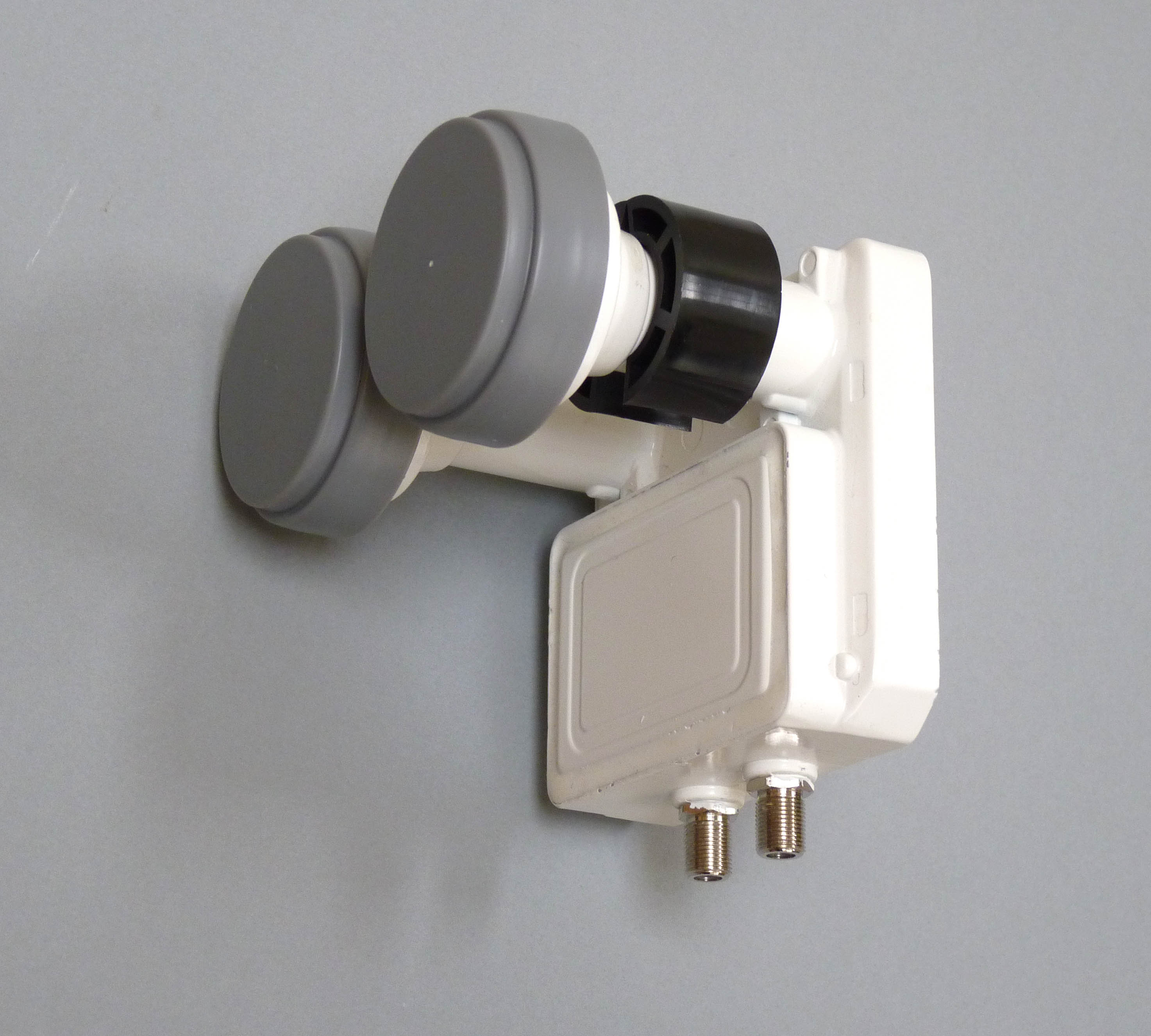
Monoblock LNB für zwei Satellitenpositionen
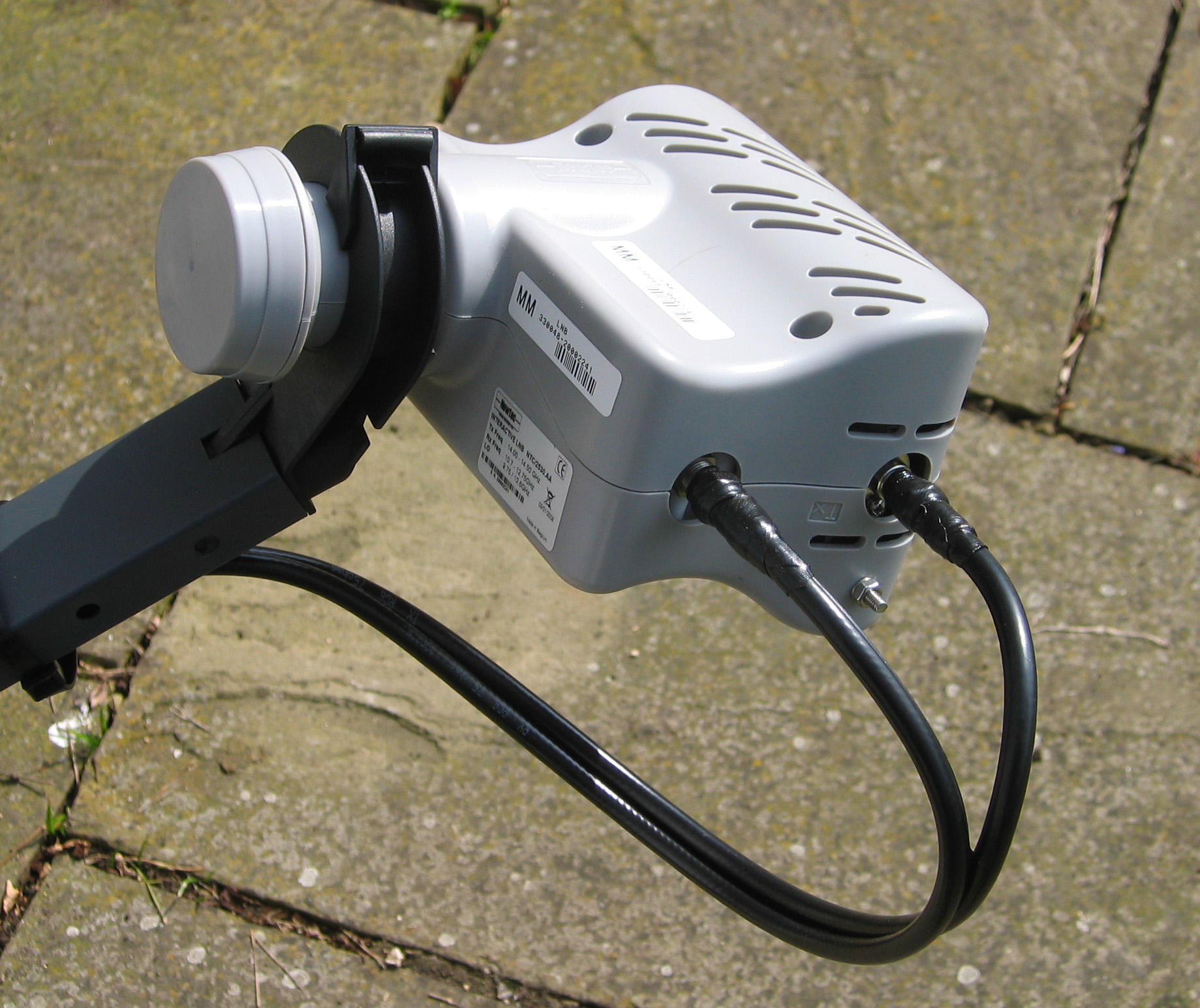
Ein iLNB für Astra2Connect
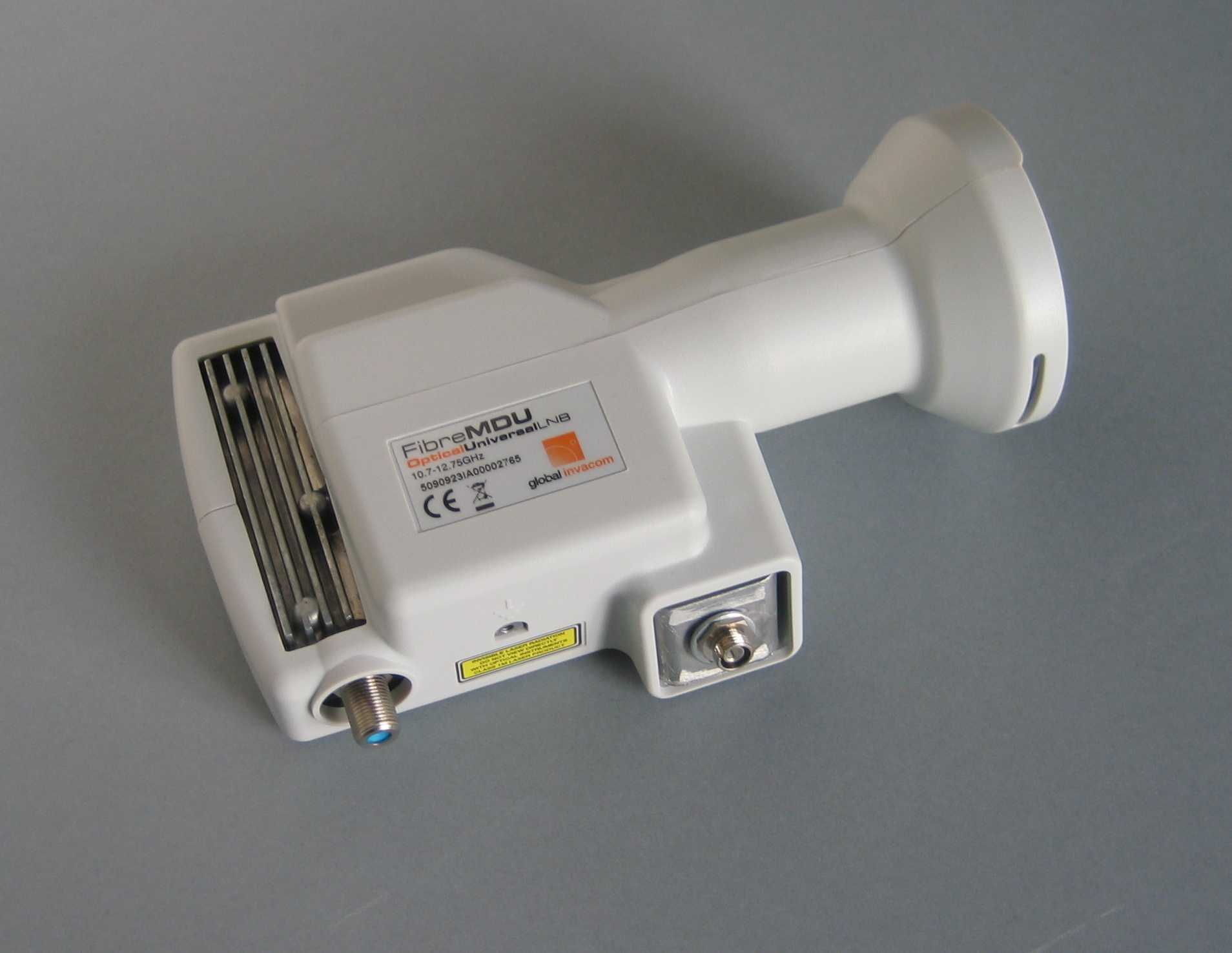
Fibre-LNB

### Andere Satellitensysteme
Die zuvor beschriebenen Bauformen beziehen sich auf übliche Satellitenfernsehsysteme, die allesamt im Ku-Band arbeiten. Es gibt jedoch noch eine Vielzahl weiterer LNBs für andere Frequenzbereiche und Anwendungen, z. B. Meteosat-LNBs, L-Band-LNBs, S-Band-LNBs, C-Band-LNBs.